# William Brooke (10e baron Cobham)
Pour les articles homonymes, voir William Brooke et Brooke.
Sir William Brooke, 10e baron Cobham, chevalier compagnon de l'ordre de la Jarretière (1er novembre 1527 – 6 mars 1597) est gouverneur des Cinq-Ports et membre du Parlement pour la circonscription de Hythe. Bien qu'il soit considéré par certains comme un religieux radical pendant le protectorat de Somerset, il reçoit la reine Élisabeth à Cobham Hall en 1559, signifiant qu'il accepte son régime modéré.

## Biographie
William Brooke est le fils de George Brooke (9e baron Cobham), mort le 29 septembre 1558, et d'Anne Braye, morte le 1er novembre 1558.
Il a juste la trentaine ans quand son père meurt en 1558. Brooke se marie avec Dorothy Neville, fille de George Nevill en 1545, mais le mariage est malheureux, et ils se séparent après 1553. Il semble que Brooke ait été scolarisé avant 1544 au King's School (en) de Canterbury et au Queens' College de l'université de Cambridge. Il passe une grande partie de sa jeunesse en Europe. Au début des années 1540, il visite Padoue. À la fin de cette décennie, il sert dans le Nord de la France, où son père est responsable de Calais. En 1549, il accompagne l'ambassade de Paget à Bruxelles.
Comme son père, il sympathise avec les nobles antimariens, et se range du côté des rebelles lors de la rébellion de Wyatt. Il faut l'intervention de son beau-frère, Henry Nevill pour le libérer de prison. En 1555, il est membre du Parlement pour Rochester.
À la fin des années 1550, de nombreuses opportunités s'offrent à lui. Son père meurt, le faisant baron Cobham. Sa première femme meurt, ce qui lui permet de se marier avec Frances Newton à Whitehall en 1560. Il devient gouverneur des Cinq-Ports, une position qui lui donne de grands pouvoirs sur un grand nombre de députés. Plus important encore, l'accession d'Élisabeth au trône et son intimité avec William Cecil font de lui un noble puissant. Élisabeth l'envoie informer le roi d'Espagne, Philippe II, de la mort de Marie. Cette ambassade n'est que la première d'une longue série de missions et d'intrigues. Avec Cecil, il compte parmi ses amis quelques nobles, tels que Thomas Howard et le comte d'Arundel, dont la loyauté à l'égard d'Élisabeth est loin d'être certaine. Il subit un emprisonnement de quelques mois à la suite de son rôle trouble dans le complot de Ridolfi. En 1578, il participe à la mission ratée de Francis Walsingham aux Pays-Bas. Lors de cette mission, on présume qu'il a servi comme agent de Cecil. À la fin des années 1580, il aide John Whitgift à rechercher l'auteur des tracts Martin Marprelate.
Brooke est fait chevalier de la Jarretière le 14 avril 1585, et est nommé au Conseil privé pour le 12 février 1586. Il est très peu impliqué dans les événements qui se terminent par la mort de Marie Stuart. Durant la crise de l'Invincible Armada, il est en mission diplomatique auprès d'Alexandre Farnèse, duc de Parme. Au début des années 1590, il a un rôle moins actif au gouvernement. Sa fille se marie avec Robert Cecil en 1589. Sa seconde femme meurt en 1592. Il succède à Henry Carey, 1er baron Hunsdon comme Lord Chambellan en août 1596, et conserve cette charge jusqu'à sa mort le 6 mars 1597.

## Mariages et descendance
William Brooke s'est tout d'abord marié avec Dorothy Neville (morte le 22 septembre 1559), fille de George Nevill, avec qui il a une fille, Frances Brooke (née en 1549), qui se marie d'abord avec Thomas Coppinger (1546–1580), puis avec Edward Becher (né vers 1545).
Il se marie ensuite avec Frances Newton, qui lui donne quatre garçons et trois filles :
- Maximilian Brooke (4 décembre 1560 – juillet 1583)[5],[6], fils aîné et héritier, qui meurt sans descendance[7]
- Henry Brooke (11e baron Cobham) (22 novembre 1564 – 24 janvier 1619)[8], qui se marie avec Frances Howard (1566 – juillet 1628), veuve d'Henry, comte de Kildare, sans descendance[7].
- Sir William Brooke (11 décembre 1565 – 1597)[9],[7]
- Sir George Brooke (17 avril 1568 – 5 décembre 1603)[10],[11], qui se marie d'abord avec Elizabeth Burgh (morte vers 1637), fille aînée et cohéritière de Thomas Burgh (mort le 14 octobre 1597)[12], avec laquelle il a un fils, William (1601–1643) et deux filles, Elizabeth et Frances. Après sa mort, sa veuve se remarie avec Francis Reade[7].
- Elizabeth Brooke (12 janvier 1562 - 24 janvier 1597)[13],[14], qui se marie le 31 août 1589 avec Robert Cecil, qui lui donne une descendance[7].
- Frances Brooke (née le 12 janvier 1562)[13], qui se marie d'abord vers 1580 avec John Stourton, (1553–1588)[15], puis avec Sir Edward More (mort en 1623) d'Odiham dans le Hampshire[7], dont la première femme était Mary Poynings, fille de sir Adrian Poynings[16].
- Margaret Brooke (2 juin 1563 – 1621)[13],[7], qui se marie en 1584, comme seconde femme, avec sir Thomas Sondes (1544–1593) de Throwley dans le Kent, avec lequel elle a une fille, Frances Sondes (1592–vers 1634), qui se mariera avec sir John Leveson (mort en 1613). Sondes est persuadé que cet enfant n'est pas de lui, et il prélève une amende sur ses terres, ce qui prive effectivement Margaret de son douaire. Il meurt quelques mois plus tard. Son frère et héritier, Michael Sondes, respecte le douaire de Margaret, mais la famille Sondes ne reconnaîtra jamais Frances, et Margaret et Frances retournent à Cobham Hall. Avant sa mort en 1597, Lord Cobham fait promettre à son fils aîné, Henry, de s'occuper de Margaret, et elle et sa fille vivent à Cobham Hall après la mort de lord Cobham. À une date inconnue, Margaret devient folle, et le 4 novembre 1602, il est indiqué que le docteur John Dee a été appelé et a délivré lady Sondes d'un démon ou d'une espèce d'étrange possession. On ne sait rien de plus, si ce n'est que lady Sondes meurt en 1621 à l'âge de cinquante-sept ans. Sa fille, Frances, a deux enfants avec sir John Leveson (mort en 1613), l'aîné des deux est Christian Leveson[17]. Après la mort de sir John Leveson, Frances se marie, comme première femme, avec Thomas Savile (baptisé le 14 septembre 1590 – mort vers 1659). Il n'y a aucune descendance. Après la mort de Frances, Savile se marie en secondes noces, un peu après novembre 1640, avec Anne Villiers, fille unique de Christopher Villiers[18].